# تضخم (جيولوجيا)

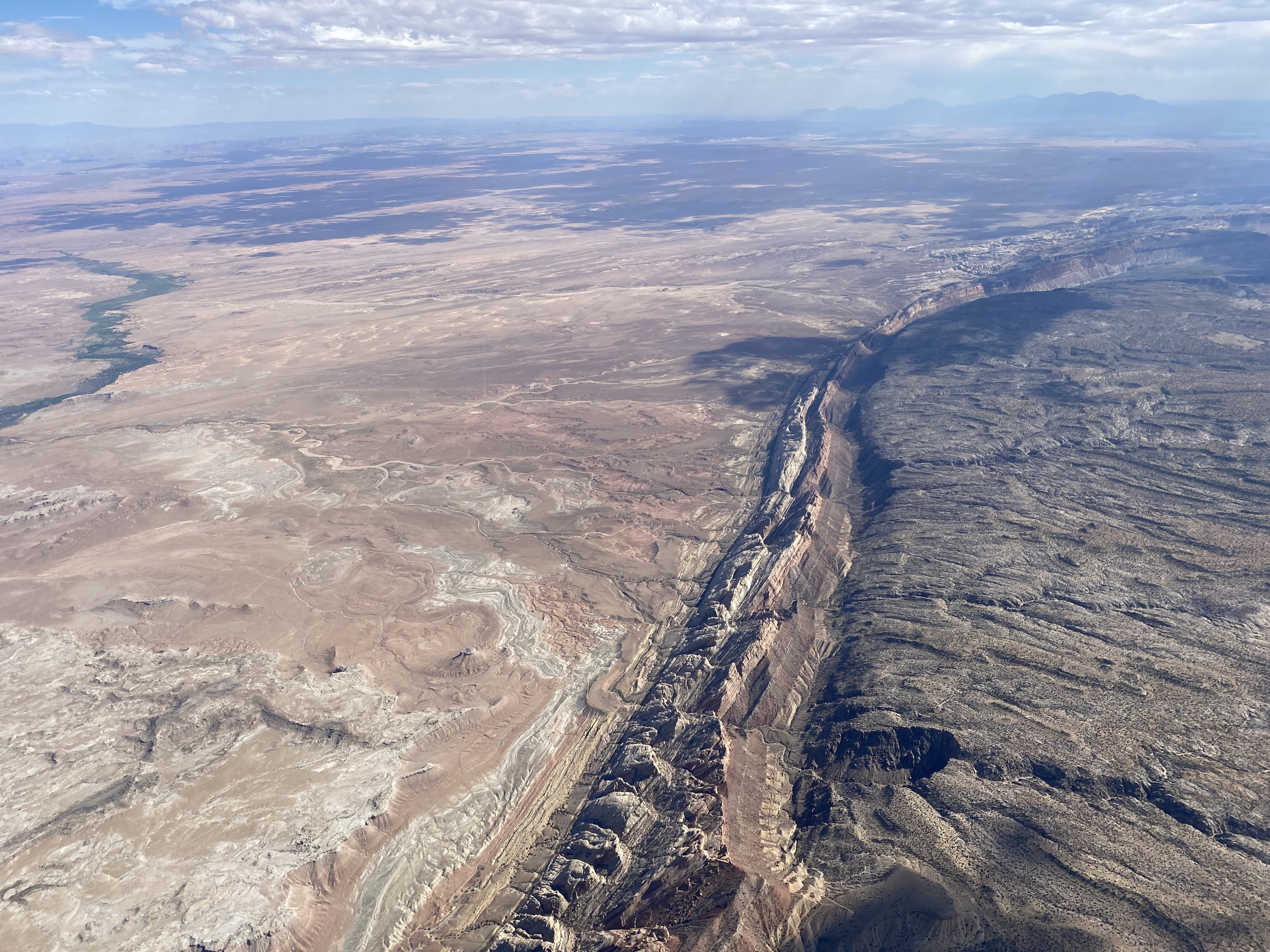
ارتفاع سان رافائيل من طائرة شراعية

في الجيولوجيا، التضخم (بالإنجليزية: Swell)‏، هي المنطقة المقُببة ذات الارتفاع الملحوظ.
وفقاً للبعض، تُسمى أيضاً الجيب البركاني، وهي عبارة عن شكل أرضي مقوس بلطف بمختلف أحجامها في الجيولوجيا الطوبوغرافية أو تحت الجليدية أو شبه المائية. وقد تكون صغيرة مثل تكوين الصخور في النهر أو تكون كبيرة على نطاق قاري.